# Michel Lequenne
Michel Lequenne, né le 25 mai 1921 au Havre et mort le 13 février 2020 à Paris,, est un militant révolutionnaire, homme politique et essayiste français. Auteur de plusieurs essais historiques, il s'intéressa notamment à Christophe Colomb et à la révolution russe.

## Biographie
Entré à quatorze ans, dans la vie active, Michel Lequenne s'engage au sein du mouvement des auberges de jeunesse à la fin des années 1930, et participe en 1940 au congrès clandestin du Centre laïque des auberges de jeunesse, peu de temps avant la fermeture autoritaire de celles-ci par l'occupant. Il vit alors au Mans où il s'est replié après les bombardements du Havre, et créée une AJ clandestine qui sert de relais vers la zone libre.
Requis par le service du travail obligatoire, réfractaire, il quitte Le Mans pour Paris. Dans la clandestinité, il y travaille comme ouvrier, puis aide-comptable. Il y prend contact avec Henri Thomas, un ancien ajiste rencontré en 1940, qui le fait adhérer au groupe trotskiste Octobre de Henri Molinier, alors en cours d’unification avec le POI (Parti ouvrier internationaliste) et le CCI (Comité communiste internationaliste), pour la création du Parti communiste internationaliste - section française de la IVe Internationale.
Après avoir dû changer trois fois de repli pendant l'occupation, il se fixe jusqu’au début de 1944 à Savigny-sur-Braye, où il forme un groupe de jeunes, parmi lesquels Paul Destribats. Après le Débarquement, il gagne de nouveau Paris, où le PCI l’envoie travailler comme ouvrier du bâtiment, et il s'engage syndicalement, au sein de la CGT à la Libération, devient secrétaire du comité inter-chantiers, puis membre du comité central d’entreprises du groupe Sainrapt et Brice, mais est démasqué comme trotskiste par le Parti communiste. 
Au congrès de l’été 1946, il devient membre titulaire du comité central du PCI, en tant qu'élu du courant dit « de gauche » (dont Pierre Frank, Marcel Bleibtreu et Marcel Gibelin sont les principaux dirigeants), et devient bientôt un des dirigeants de la région parisienne et permanent. 
Au début de l’année 1947, la direction passe à l’aile dite « de droite » (Yvan Craipeau, Paul Parisot, Albert Demazière — et Jean-René Chauvin). Lequenne reste d’abord permanent, chargé par Craipeau de la création de deux cellules de banlieue, puis devient correcteur à la revue Quatrième Internationale, avant de trouver un emploi aux Éditions du Pré aux clercs, où l’a fait entrer Jean Malaquais. Il y côtoie, entre autres, Jacques Prévert, André Verdet et Julien Blanc.
Après la scission du courant Parisot, qui rejoint le Rassemblement démocratique révolutionnaire (RDR), entraînant la sortie d'Yvan Craipeau, Lequenne combine son travail dans l’édition avec l’activité de rédacteur de La Vérité, sous la direction de Marcel Gibelin, puis de Marcel Bleibtreu, et de critique littéraire du journal syndical L’Unité.
De 1948 à 1950, la rupture de la Yougoslavie avec l’URSS est au centre de son activité politique. Le comité central du PCI lui confie la responsabilité de la brigade Jean-Jaurès, première de celles envoyées en Yougoslavie, aux fins de travail et d’enquête. C’est également en 1950 qu’il devient secrétaire de rédaction de la revue Contemporains, dirigée par Clara Malraux, créée par des intellectuels qui rompaient avec le PCF sur l’affaire yougoslave, dont Jean Cassou, Jean Duvignaud, Claude Aveline et Louis Martin-Chauffier.
En 1952, il est des premiers à s'opposer à la ligne « pabliste », dans le débat d’un an qui va mener à la scission de la majorité française du PCI avec la minorité pabliste que va seule reconnaître la direction de l’Internationale.
Dans le Parti communiste internationaliste maintenu, né de cette scission, il est membre du bureau politique, puis devient rédacteur en chef de La Vérité, dont Marcel Bleibtreu est le directeur politique. Il dirige aussi le Cercle Lénine, lieu de discussion avec des sympathisants de la gauche non-trotskiste, comme Daniel Guérin.
À partir de 1953, dans le PCI majoritaire, Pierre Lambert crée un courant contre la politique du journal, en particulier sur les événements de l’URSS suivant la mort de Staline. La rédaction étant mise en minorité au bureau politique, celle-ci devient le noyau d’une tendance, dite Bleibtreu-Lequenne. La guerre d‘Algérie porte les divergences au rouge et conduit à l’exclusion de tous les membres de la tendance en 1955. Ils constituent alors un groupe bolchévique-léniniste, qui se fond, en 1956, dans la Nouvelle gauche, transformée par la fusion avec le MLP (Mouvement de libération du peuple), en UGS (Union de la gauche socialiste) où l’ex-GBL devient rédaction de Tribune marxiste. Une nouvelle  fusion crée le PSU (Parti socialiste unifié). C’est Lequenne qui prend la décision de la création d’une tendance « socialiste révolutionnaire » qui va réunir d’abord des trotskistes venus de plusieurs horizons, dont des membres du PCI section de la IVe Internationale, et ira jusqu’à devenir une grande tendance de gauche. Dans les années 1960, alors qu’il est membre du comité national du PSU, il participe à la rédaction de La Voie communiste, de Denis Berger et Félix Guattari, et en même temps engage des discussions de fusion avec le PCI, et écrit dans leur journal.
En 1963, la direction du PSU ayant décidé la réduction des tendances à deux, il est choisi par la SR pour mener la discussion d’unité d’une tendance de gauche, en particulier avec celle de Jean Poperen. Cette fusion dissocie la SR. La tendance de gauche est battue de 5 % à la fin de l’année. Il décide de regrouper les militants les plus radicaux de la SR pour la fusion avec le PCI (IVe), ce qui sera réalisé en 1965 lorsqu'il démissionne du PSU.
Dans le PCI il devient aussitôt membre du comité central et du bureau politique, et rédacteur, puis dirigeant de son organe La Vérité des Travailleurs, dont il obtient le changement de titre en L’Internationale. En 1966, il est élu membre du comité exécutif de L’Internationale, avec pour suppléant le jeune Alain Krivine.
Il est signataire du Manifeste des 121 avec Pierre Frank. Il crée un Cercle Karl Marx, qui sera en particulier la base d’une unité d’action avec le Groupe surréaliste.
En 1968, il agira à la fois comme membre du comité du Syndicat des correcteurs et, sur le plan politique, jusqu’aux discussions qui aboutiront à la création de la Ligue communiste (Ligue communiste révolutionnaire en 1973).
Pendant toutes ces années, il poursuit parallèlement sa carrière dans l'édition, qu'il termine, de la fin 1967 à 1974, comme chef du service de lecture de l'Encyclopædia Universalis. Dès 1950, il avait mené une activité de critique littéraire, d'abord sous le pseudonyme de Pierre Géraume. À partir de 1955, il a traduit, avec Soledad Estorach, les œuvres complètes de Christophe Colomb, publiées seulement en 1979 (complétées en 1992, puis 2005, et sans cesse rééditées) ; il écrit en 1992 un Christophe Colomb, amiral de la mer océane, qui connaît de nombreuses traductions, dont en Chine. À partir de 1966, il devient critique d’art, dont douze années à Politis.
En fonction de ses différents emplois, il a été successivement secrétaire du syndicat Force ouvrière de l'édition en 1953 ; ii a rejoint la CGT dans le Syndicat des correcteurs en 1956, dont il devient membre du comité en 1966.
Après un retrait de ses fonctions dans la Ligue communiste (LC) après 1968, il est redevenu rapidement membre du comité central, puis du comité exécutif de L’Internationale. En 1972, il crée au sein de la LC une tendance dite « T3 ». Cette tendance, qui sera notamment opposée à la fusion entre la LCR et l'OCI, est au maximum de son influence en 1979, lorsqu'elle obtient 38 % des votes lors du congrès. En 1976, il est un des fondateurs de la revue théorique de la LCR, Critique communiste. Il en sera un certain temps un des dirigeants et y écrira sur de multiples sujets jusqu’à la fusion de cette revue avec ContreTemps en 2009.
Dans les années 1980, il s'engage plus particulièrement dans la lutte contre l'invasion soviétique de l'Afghanistan. En 1985, il crée la tendance internationale dite « HH » (Hoffmann et Heredia, son pseudonyme et celui d’un militant argentin). L’échec de cette tendance le conduira à refuser sa réélection dans L’Internationale.
Après l’échec de la candidature de Pierre Juquin à l'élection présidentielle de 1988, soutenue par la LCR, il ne suit pas la grande majorité des membres de sa tendance qui quittent alors la Ligue pour rejoindre la « nouvelle gauche » menée par le communiste rénovateur, et démissionne de la LCR en 1988.

### Auteur
Michel Lequenne, figure atypique du trotskisme, poursuit au soir de sa vie le travail de finalisation de ses nombreux travaux littéraires encore inachevés.
Après la publication d’un Christophe Colomb conte ses mythes, somme de ses travaux sur le sujet, d'une histoire de la IVe Internationale sous le titre Le Trotskisme, une histoire sans fard, de ses mémoires Le Catalogue (pour mémoires), et d’un roman d’anticipation La Révolution de Bilitis, il a publié un premier volume des Grandes Dames des lettres, galerie de portraits de femmes (qui corrige et complète une chronique des Cahiers du féminisme des années 1970).
Il annonce, entre autres, un Éloge de l’utopie et Pour une nouvelle histoire de l’art.
A l'occasion du centenaire de la révolution d'Octobre 1917, il publie sur son site internet, Contre-Révolution dans la Révolution. Ce volume révèle quantité de faits très peu connus, entre autres les documents américains découverts par Paul Avrich – ignorés, volontairement ou non, par la totalité des historiens.